# Basil Robinson
Basil Linton Robinson (* 15. November 1915; † 1992) war ein jamaikanischer Polizeibeamter und Polizeichef (Police Commissioner) des Landes.

## Leben
Robinson trat im März 1935 in den Polizeidienst ein und absolvierte seine Ausbildung am Hendon Police College in England.
Im Februar 1940 wurde er auf einen Corporal-Dienstposten versetzt, im August 1947 dann befördert. Im Januar 1950 wurde er Sergeant, im August 1951 Sub-Inspector, ein Jahr später Assistant Superintendent und im Juni 1958 Superintendent. Nach der Unabhängigkeit Jamaikas wurde er im Dezember 1962 zum Senior Superintendent befördert, im April 1964 zum Assistant Commissioner und im Juli 1970 zum Deputy Commissioner.
Mit der Ernennung zum Commissioner im Jahr 1973 war er der erste gebürtige Jamaikaner, der in der 1867 von den Briten gegründeten Jamaica Constabulary Force (JCF) die komplette Polizeilaufbahn vom niedrigsten Rang Constable bis zum Polizeichef durchlief, sein Nachfolger Desmond O. Campbell der zweite.
Unter seiner Führung wurde das Polizeiinformationszentrum (Police Information Centre – PIC) aufgestellt, wodurch eine wesentliche Verbesserung der polizeilichen Informationsarbeit erreicht wurde. Aus diesem PIC ging später unter James Forbes das Constabulary Communication Network (CNN) hervor. Zudem wurde während seiner Amtszeit das Basil-Robinson-Ausbildungszentrum aufgestellt.
Robinson beantragte die vorzeitige Zurruhesetzung und wurde am 1. Juli 1977 pensioniert. Aus der Ehe mit seiner Frau Kathleen Elfreda gingen fünf Kinder hervor. Er war der Großonkel von Raymond Pryce, dem Parlamentsabgeordneten für den Nordosten des Saint Elizabeth Parish.
Robinson war von 1978 bis zu seinem Tod als Custos rotulorum für den Saint Catherine Parish zuständig.

## Auszeichnungen
- 1967: Queen’s Police Medal (QPM)
- 1975: Commander des Order of Distinction (CD)
- Order of Jamaica